# Tinu Heiniger
Tinu Heiniger (* 4. Februar 1946 als Martin Heiniger) ist ein Schweizer Liedermacher und Mundart-Sänger. Er stammt aus dem Emmental und lebt in Schöftland.
2004 erhielt Tinu Heiniger den Musikpreis des Kantons Bern. Die kantonale Musikkommission schrieb unter anderem: «Er hat die bernische Mundartmusik entscheidend mitgeprägt und darin seine eigene unverkennbare Handschrift hinterlassen».
MUETERLAND – Heimat in Geschichten erschien 2011 beim FARO Verlag als Buch und Hörbuch: Tinu Heinigers Geschichten erzählen vom 50er-Jahre-Emmental und von der umliegenden Gegenwarts-Schweiz. Sie sind schlicht und einfach und tönen Satz für Satz wie Musik. Eine Sprachmusik, der man anhört, dass sie Schweizer Wurzeln hat.
2015 erhielt er als Moudi de Meuron im Berner Weihnachts-Musical mit Jimmy-Flitz mit div. anderen Schweizer Mundartsängern die Goldige Chrönli-Auszeichnung.

## Diskografie
- 1976: Es schysst mi a!
- 1978: So Lüt wie anger Lüt
- 1979: Mängisch fägt's no
- 1981: Live im Chrämerhuus
- 1986: Sächs Liebeslieder und ei Tango
- 1984: Wassermelonemaa
- 1990: Jede chunnt u jede geit
- 1993: Läbe wie ne Chatz
- 1996: Morgeliecht
- 2000: Miss New Orleans
- 2002: Heimatland
- 2004: Am See
- 2006: Mir sy derby
- 2008: Ballade vo der Eigerwand
- 2008: Bärg u Talsänger
- 2011: Mueterland – Heimat in Geschichten – Hörbuch
- 2012: Bis a ds Ändi vo der Wält
- 2015: Scho so lang (mit Pudi Lehmann, Wolfgang Zwiauer und Gert Stäuble)
- 2015: Umleitung. Tinu Heiniger singt Franz Josef Degenhardt, Single

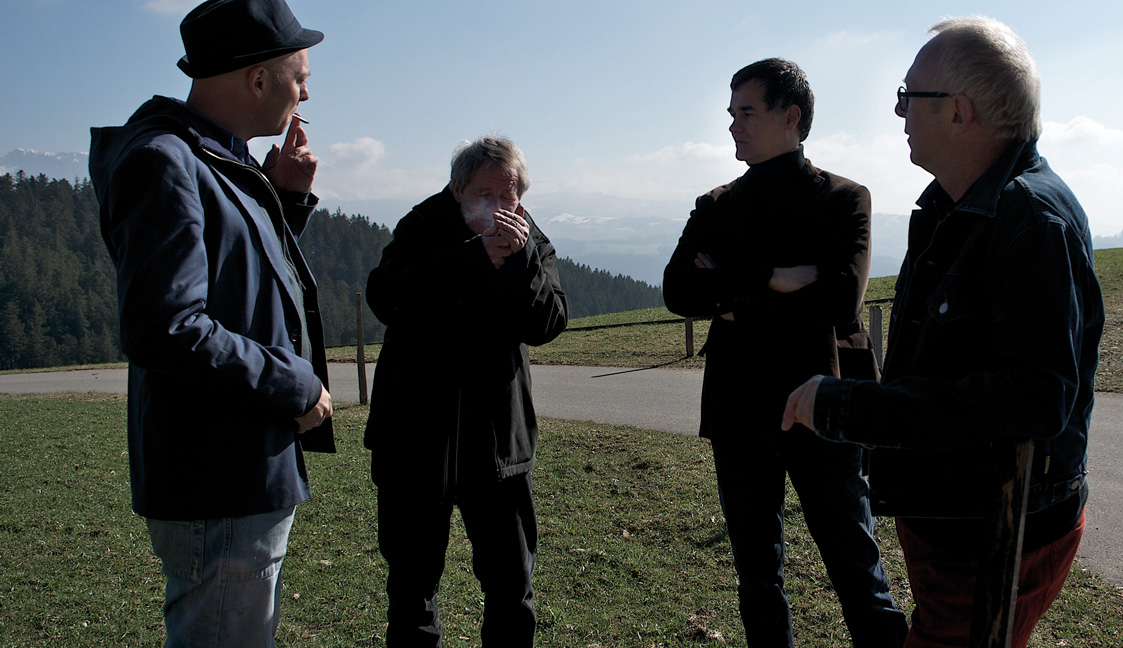
Tinu Heiniger mit All Star Band

- 2023: Heiniger Abend